# Luzillé
Luzillé é uma comuna francesa na região administrativa do Centro, no departamento Indre-et-Loire. Estende-se por uma área de 40,94 km². Em 2010 a comuna tinha 992 habitantes (densidade: 24,2 hab./km²).